# Septembre 2020
Septembre 2020 est le 9e mois de l'année 2020.

## Climat et environnement
Aux États-Unis, depuis fin août, la Californie est ravagée par plusieurs incendies, dont le plus grand depuis 1987, et qui s'étendent à toute la Côte ouest des États-Unis jusqu'en Oregon, provoquant plusieurs morts. Bien que les feux soient d'origine accidentelle, leur intensité est permise par les fortes chaleurs et la sécheresse provoquée par le réchauffement climatique.

## Évènements
Depuis juin, l'épicentre de la Pandémie de Covid-19 se situe en Amérique, un début de seconde vague est constaté en Europe, au Moyen-Orient et en Asie.
- 12 août au 1er septembre : élection présidentielle et élections législatives à Bougainville.
- 1er septembre : l'astéroïde 2011 ES4 passe à 72 000 kilomètres de la Terre à 16:12 UTC.
- 2 septembre : 
  - publications dans Physical Review Letters et Astrophysical Journal Letters de deux études qui analysent l'onde gravitationnelle GW190521 - détectée par le Laser Interferometer Gravitational-Wave Observatory et Virgo le 21 mai 2019 - qui démontrent qu'elle a été émise par un trou noir de 142 masses solaires, le premier trou noir intermédiaire connu[3].
  - un cargo néo-zélandais, le Gulf Livestock 1 et son équipage (43 membres dont 39 Philippins, 2 Néo-Zélandais et 2 Australiens) ainsi que le bétail qu'il transportait (5 867 bovins) sont portés disparus après avoir envoyé un signal de détresse alors qu'il se trouvait à l'ouest de l'île Amami Oshima, au sud-ouest du Japon ; les secours sont perturbés par le typhon Maysak, 1 Philippin est retrouvé le 3 septembre[4],[5].
- 3 septembre : élections législatives à la Jamaïque.
- 4 septembre :
  - Le Kosovo et la Serbie annoncent qu'ils vont normaliser les relations économiques[réf. nécessaire] ;
  - Le Premier ministre israélien Benyamin Netanyahou annonce que le Kosovo et la Serbie ouvriront leurs ambassades à Jérusalem disputée, reconnaissant la ville comme la capitale d'Israël[réf. nécessaire].
- 6 septembre : une personne est tuée et sept sont blessées lors d'une attaque au couteau à Birmingham, au Royaume-Uni[6].
- 7 septembre : l'ancien président de l'Équateur Rafael Correa est condamné en cassation et par contumace (Correa vivant en Belgique depuis 2017) par la Cour suprême à 8 ans de prison et à l'inéligibilité à vie à cause d'une affaire de corruption[7].
- 8 et 9 septembre : élections sénatoriales en Égypte (2d tour).
- 9 septembre :
  - un incendie détruit entièrement le Camp de Mória sur l'île grecque de Lesbos, dans lequel 13 000 migrants étaient enfermés.
  - en Afghanistan, à Kaboul, une charrette-piégée explose sur le convoi du vice-président Amrullah Saleh, provoquant également l'explosion d'un magasin de bouteilles de gaz qui se trouvait à côté, Saleh lui-même n'est que légèrement blessé à la main, mais l'attentat fait au moins 10 morts et plus de 30 blessés (gardes du corps et civils confondus)[8] ; bien que Saleh soit sur la liste talibanne de personnes à tuer et qu'ils aient déjà tenté plusieurs fois de l'assassiner, à la fois en tant que membre du gouvernement et combattant anti-Talibans dans les années 1990 (il était l'aide du Commandant Massoud), dans ce cas précis le groupe nie être à l'origine de cette attaque, alors que des négociations de paix entre eux et le gouvernement sont sur le point de démarrer[8] ;
  - en Colombie, après la mort d'un homme au cours de son interpellation durant laquelle il avait reçu une dizaine de décharges électriques - ce qui entraînera la suspension des deux policiers impliqués - une manifestation pour demander une réforme de la police a lieu devant le commissariat de Bogota où Javier Ordoñez est décédé, dans la soirée elle s'étend au reste de la ville et vire à l'émeute, provoquant au moins 403 blessés (209 manifestants et 194 membres des forces de sécurité) et 13 morts, dont 5 tués par la même personne en fuite[9],[10],[11],[12]; 66 des blessés et 7 des morts l'ont été par balles, la plupart du temps tirées par la police[11],[13].
- 10 septembre : le Procureur général des États-Unis William P. Barr annonce les résultats de l'opération Crystal Shield ("Bouclier de Cristal") menée par la Drug Enforcement Administration depuis février 2020, qui a permis l'arrestation de presque 2000 narcotrafiquants mexicains, et la saisie de presque 10 milliards de dollars et de 10 tonnes de cocaïne (plus des saisies d'armes et d'autres drogues de plus petite ampleur)[14].
- 11 septembre :
  - élections législatives en Iran (2e tour) ;
  - le Premier ministre israélien Benyamin Netanyahou annonce un accord de normalisation des relations entre Israël et Bahreïn, un mois après un accord similaire avec les Émirats arabes unis[15].
- 12 septembre : des négociations de paix s'ouvrent à Doha, au Qatar, entre le gouvernement afghan et les Talibans[16].
- 13 septembre : élections infranationales en Russie.
- 14 septembre : une équipe de chercheurs annonce la découverte de phosphine, une possible biosignature, dans l'atmosphère de Vénus.
- 16 septembre : 
  - Yoshihide Suga est nommé Premier ministre du Japon en remplacement de Shinzō Abe ;
  - la gouverneure-générale de la Barbade, Sandra Mason, annonce que cet État va s’affranchir de la sujétion à la couronne britannique et devenir une république à partir de novembre 2021[17].
- 19 septembre : le secrétaire d'État américain Mike Pompeo déclare que l'accord nucléaire de 2015 avec l'Iran n'est plus en vigueur. Il prévient également que les États-Unis « sont prêts à utiliser nos autorités nationales pour imposer des conséquences » à d'autres pays qui n'appliquent pas les sanctions[18].
- 20 septembre : le président du Honduras Juan Orlando Hernández informe le Premier ministre d'Israel Benyamin Netanyahou de son intention de déplacer l'ambassade du Honduras en Israël de Tel Aviv à Jérusalem d'ici fin 2020[19].
- 20 et 21 septembre : référendum constitutionnel et élections régionales en Italie.
- 21 septembre : 
  - Le secrétaire d'État américain Mike Pompeo annonce l'imposition d'un embargo sur les armes au ministère iranien de la Défense et de la Logistique des forces armées et à d'autres entités impliquées dans le programme nucléaire iranien, y compris le gouvernement du président vénézuélien contesté Nicolás Maduro pour avoir fourni des armes à l'Iran[20].
  - Au Mali, Bah N'Daw est nommé président de transition par intérim du Mali par le Comité national pour le salut de la junte militaire du peuple, le chef du coup d'État, Assimi Goïta, est nommé vice-président du Mali[21].
- 24 septembre : référendum aux îles Malouines.
- 25 septembre : une attaque terroriste islamiste est commise à Paris, où deux personnes sont gravement blessées à l'arme blanche par un jeune Pakistanais, qui affirme avoir agi en représailles de la récente republication par Charlie Hebdo des caricatures de Mahomet.
- 27 septembre :
  - élections sénatoriales en France ;
  - élections locales en Roumanie ;
  - votation fédérale en Suisse sur cinq objets ;
  - élections municipales et départementales en Uruguay ;
  - bombardement de Stepanakert (Haut-Karabagh), début du conflit de 2020 au Haut-Karabagh.
- 28 septembre :
  - l'Organisation mondiale de la santé annonce que depuis le début de la pandémie plus de 1 million de personnes sont mortes du covid-19[2].
  - Le chef de l'opposition du Pakistan (en) Shehbaz Sharif est arrêté pour une affaire de corruption[22].
- 29 septembre :
  - Nawaf al-Ahmad al-Jabir al-Sabah devient émir du Koweït après la mort de Sabah al-Ahmad al-Jabir al-Sabah ;
  - les Émirats arabes unis annoncent que la mission lunaire Emirates enverra un véhicule d'exploration spatiale sur la Lune en 2024.